# Dobsonia beauforti
Dobsonia beauforti је врста слепог миша из породице великих љиљака (Pteropodidae).

## Распрострањење
Врста је присутна у Индонезији.

## Станиште
Станиште врсте су шуме. Површина коју врста заузима је вероватно мања од 20 хиљада квадратних километара.

## Угроженост
Ова врста је наведена као последња брига, јер има широко распрострањење и честа је врста.